# Nephrurus wheeleri
Espèce
Statut de conservation UICN

 LC  : Préoccupation mineure
Nephrurus wheeleri est une espèce de gecko de la famille des Carphodactylidae.

## Répartition
Cette espèce est endémique d'Australie-Occidentale. 

## Liste des sous-espèces
Selon The Reptile Database (1 juin 2012) :
- Nephrurus wheeleri cinctus Storr, 1963
- Nephrurus wheeleri wheeleri Loveridge, 1932

## Étymologie
Cette espèce est nommée en l'honneur de William Morton Wheeler. 

## Publications originales
- Loveridge, 1932 : New lizards of the genera Nephrurus and Amphibolurus from Western Australia. Proceedings of the New England Zoölogical Club, vol. 13, p. 31-34.
- Storr, 1963 : The gekkonid genus Nephrurus in Western Australia, including a new species and three new subspecies. Journal of the Royal Society of Western Australia, vol. 46, p. 85-90.